# Otto Collin
Otto Collin (* 22. Januar 1904 in Frankfurt am Main; † 9. Januar 1988 in Wien) war ein deutscher Schauspieler.

## Leben
Collin besuchte das Realgymnasium und ließ sich anschließend an der Schauspielschule seiner Heimatstadt Frankfurt ausbilden. 1927 wurde er ans Dessauer Friedrich-Theater engagiert; es folgten Verpflichtungen nach Mainz, Bochum, Breslau, Berlin, München, Düsseldorf und, nach dem Krieg, nach Köln.
Zu seinen bekanntesten klassischen Bühnenrollen zählen der Don Karlos, der Mortimer, der Romeo, der Torquato Tasso, der Hamlet, der Prinz von Homburg, der Dr. med. Hiob Prätorius sowie der Prof. Higgins in Pygmalion und der Hektor in Der trojanische Krieg findet nicht statt.
Nach dem Zweiten Weltkrieg wirkte Collin auch häufig im Rundfunk und sprach in Hörspielen des WDR, des HR und des SWF. Unter anderem beteiligte er sich an Cottas Hörspielbühne.
Mit dem Kinofilm kam Otto Collin erstmals während eines Berlin-Aufenthaltes 1937 in Kontakt. Dennoch blieb die Arbeit vor der Kamera eher die Ausnahme in seiner Schauspiellaufbahn. Am besten ist er in Erinnerung mit seiner schaurigen Performance als unter dem Galgen stehender, Rache für seine anstehende Hinrichtung schwörender Mörder Clay Shelton in dem Edgar-Wallace-Gruselkrimi Die Bande des Schreckens. Trotz dieser markanten, prägnanten Schlüsselrolle wurde Collin im Vorspann nicht genannt. Daraufhin wirkte Collin nur noch einmal in einem Wallace-Krimi mit: In Der Fälscher von London verkörperte er den Rechtsanwalt Radlow. Später trat Collin ausschließlich im Fernsehen auf.
Sein Hauptbetätigungsfeld blieb bis zuletzt die Bühne. In den 1960er und 1970er Jahren sah man ihn zumeist in Hannover; seinen Lebensabend (1980er Jahre) verbrachte Collin in Wien, wo er am Burgtheater auftrat.

## Filme
- 1937: Condottieri
- 1937: Die Warschauer Zitadelle
- 1956: Unheimliche Begegnungen (eine Folge der TV-Serie)
- 1957: Montserrat
- 1959: Ein Traumspiel
- 1959: Raskolnikoff
- 1960: Paris, 20. Juli
- 1960: Die Bande des Schreckens
- 1961: Der Fälscher von London
- 1972: Der Datterich
- 1978: Mirjam und der Lord vom Rummelplatz (TV-Serie)

## Hörspiele
- 1955: Gottfried Benn: Die Stimme hinter dem Vorhang – Regie: Gert Westphal (Hörspiel – SWF)